# Stratton (cráter)

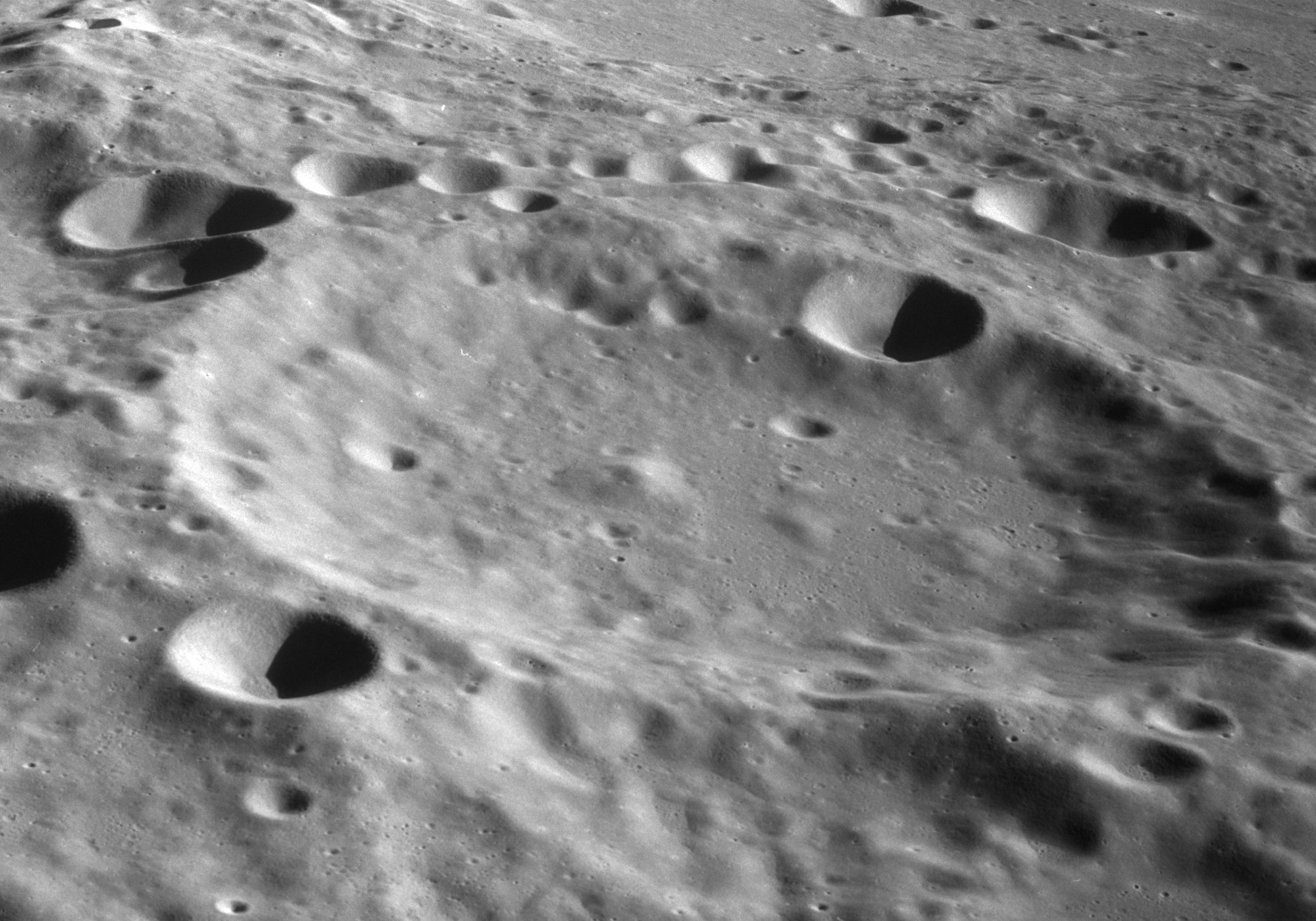
Fotografía de la misión Apolo 11

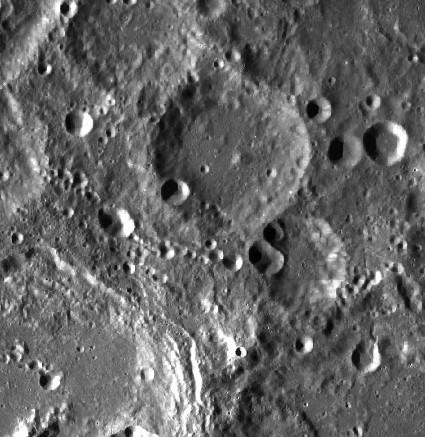
Fotografía de la misión Lunar Reconnaissance Orbiter

Stratton es un cráter de impacto perteneciente a la cara oculta de la Luna. Se encuentra al norte de los grandes cráteres Keeler y Heaviside, y a menos de un diámetro al sur de Dewar.
|  |

Como sucede con muchos cráteres de la Luna, este elemento se ha desgastado y erosionado debido a una multitud de impactos posteriores de varios tamaños. El más prominente es un impacto pequeño con forma de cuenco, en el borde exterior del sudoeste. El resto del brocal se ha desgastado, formando un hombro desigual alrededor de la depresión interior. El suelo interior tiene una cresta pequeña cerca del punto medio, por lo demás poco destacable.

## Cráteres satélite
Por convención estos elementos son identificados en los mapas lunares poniendo la letra en el lado del punto medio del cráter que está más cerca de Stratton.
|          | \| Stratton \| Coordenadas \| Diámetro \| \| -------- \| ----------------------------- \| -------- \| \| F \| 5°30′S 166°54′E / -5.5, 166.9 \| 22 km \| \| K \| 7°24′S 165°48′E / -7.4, 165.8 \| 41 km \| \| L \| 7°12′S 165°06′E / -7.2, 165.1 \| 13 km \| \| Q \| 6°18′S 163°48′E / -6.3, 163.8 \| 13 km \| \| R \| 6°42′S 163°00′E / -6.7, 163.0 \| 14 km \| \| U \| 5°18′S 162°30′E / -5.3, 162.5 \| 12 km \| |          |
| Stratton | Coordenadas | Diámetro |
| F        | 5°30′S 166°54′E / -5.5, 166.9 | 22 km    |
| K        | 7°24′S 165°48′E / -7.4, 165.8 | 41 km    |
| L        | 7°12′S 165°06′E / -7.2, 165.1 | 13 km    |
| Q        | 6°18′S 163°48′E / -6.3, 163.8 | 13 km    |
| R        | 6°42′S 163°00′E / -6.7, 163.0 | 14 km    |
| U        | 5°18′S 162°30′E / -5.3, 162.5 | 12 km    |

## Referencias

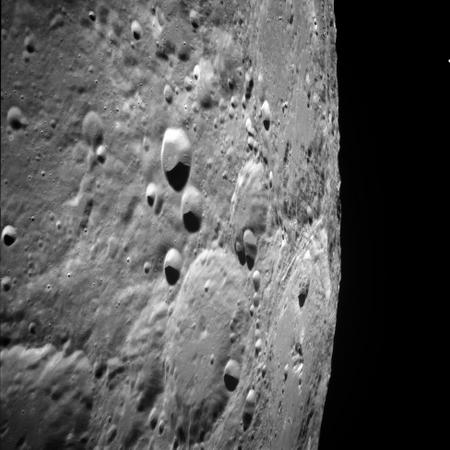
Fotografía de la misión Apolo 11